# Ашау-ім-Кімгау
Ашау-ім-Кімгау (нім. Aschau im Chiemgau) — громада в Німеччині, розташована в землі Баварія. Підпорядковується адміністративному округу Верхня Баварія. Входить до складу району Розенгайм.
Площа — 79,61 км². Населення становить 5773 ос. (станом на 31 грудня 2020).

## Галерея

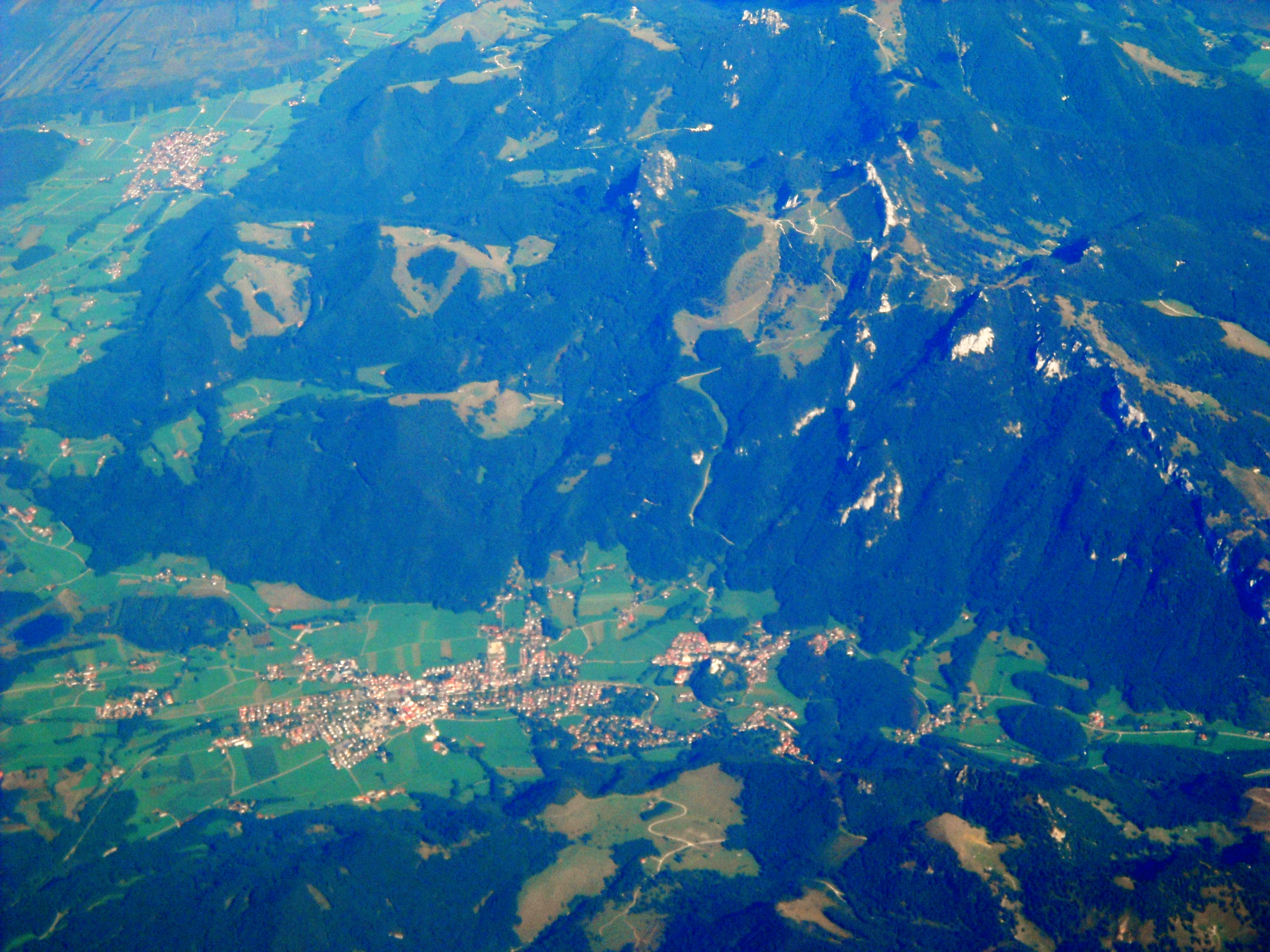
Повітряна фотографія
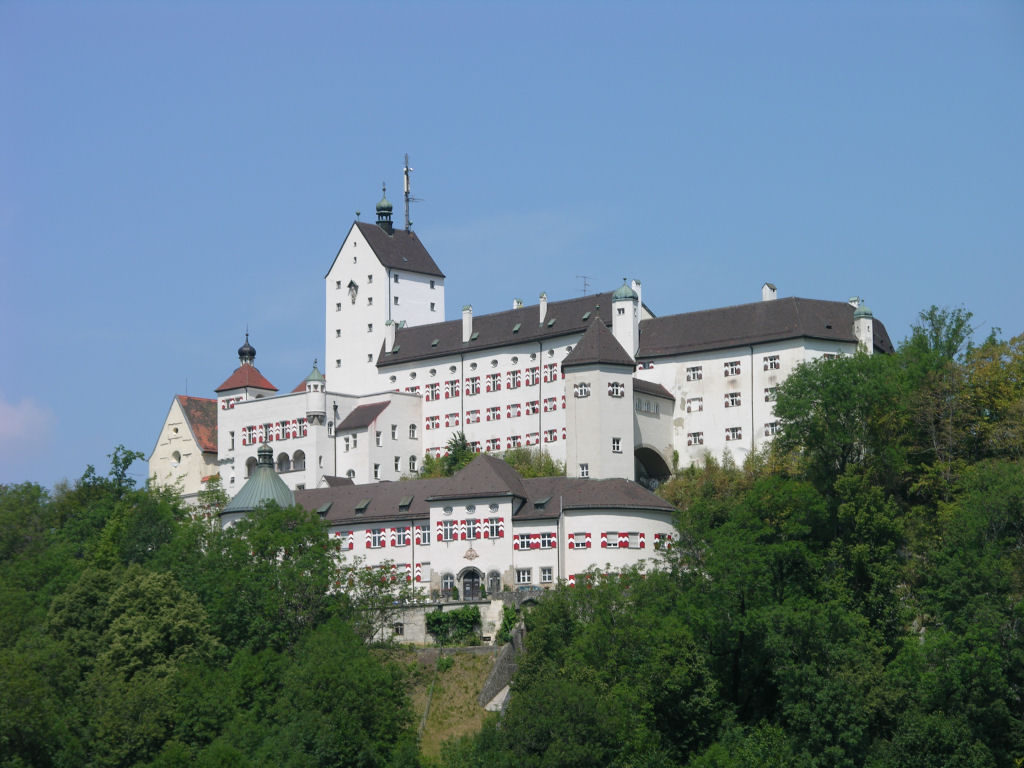
Замок Hohenaschau
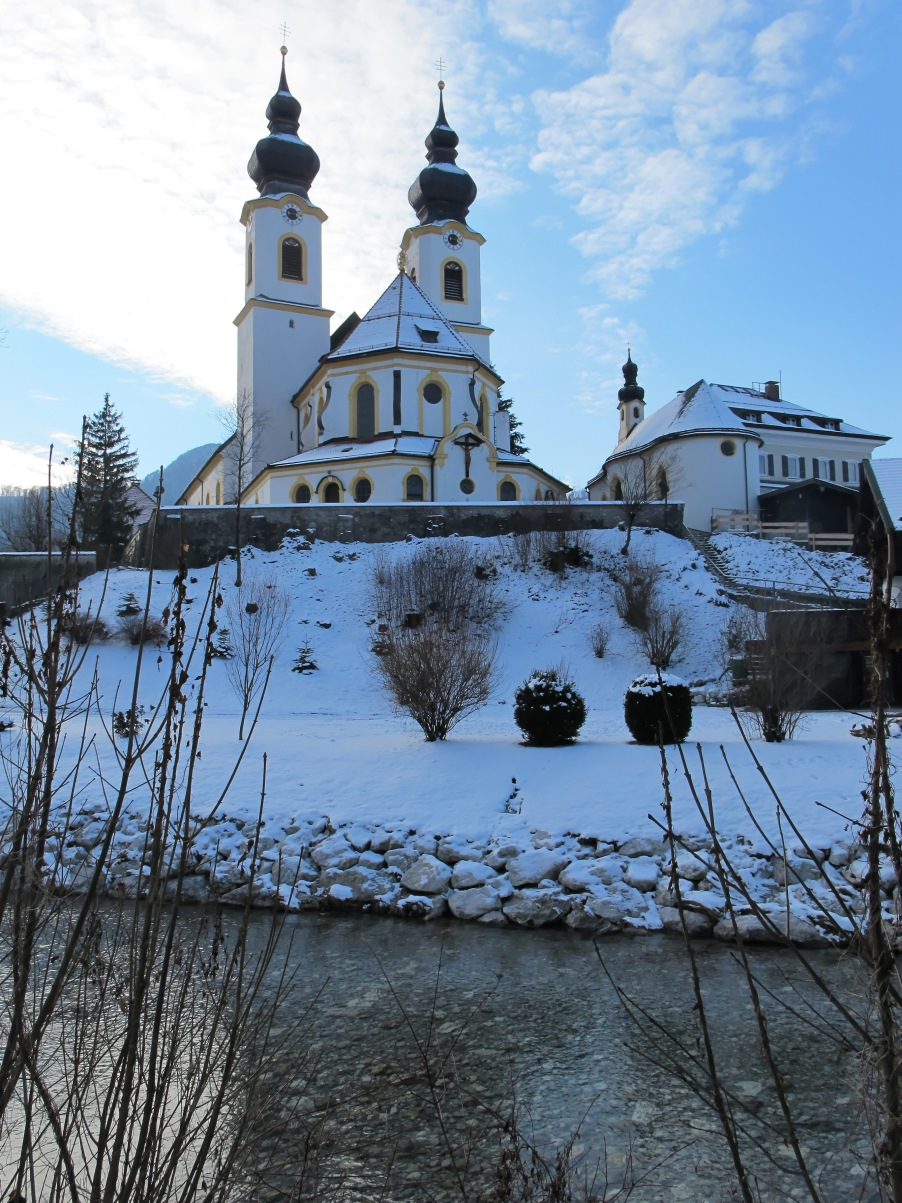
Парафіяльна церква